# 銭塘区
銭塘区（せんとう-く）は中華人民共和国浙江省杭州市に位置する市轄区。

## 歴史
2021年に江干区及び蕭山区の各一部をもって設立された。2019年に設立された経済開発区の銭塘新区とは同一区域である。

## 行政区画
- 街道：下沙街道、白楊街道、河荘街道、義蓬街道、新湾街道、臨江街道、前進街道